# Lewis Shiner
Lewis Shiner (n. 30 decembrie 1950, Eugene, Oregon, SUA) este un scriitor american.
Și-a început cariera ca scriitor de științifico-fantastic, identificându-se inițial cu mișcarea cyberpunk, mai târziu scrie mai multe romane mainstream, folosind și elemente de realism magic și de fantasy. 

## Lucrări

### Romane
- Frontera (Frontiera). Riverdale, NY, USA: Baen, 1984 (paper). ISBN 0-671-55899-4. Nominalizat la Premiul Nebula pentru cel mai bun roman în 1984.[10]
- Deserted Cities of the Heart. New York, NY, USA: Doubleday, 1988. ISBN 0-385-24637-4
- Slam. New York, NY, USA: Doubleday, 1990. ISBN 0-385-26683-9
- Glimpses. New York, NY, USA: William Morrow & Co., 1993. ISBN 0-688-12411-9  (A câștigat Premiul World Fantasy)[11]
- Say Goodbye. New York, NY, USA: St Martin's, 1999. ISBN 0-312-24110-0
- Black & White. Burton, MI, USA: Subterranean Press, 2008. ISBN 978-1-59606-171-2
- Dark Tangos. Burton, MI, USA: Subterranean Press, 2011. ISBN 978-1596063969

### Colecții
- Nine Hard Questions about the Nature of the Universe. Eugene, OR, USA: Pulphouse Publishing, 1991. No ISBN (Author's Choice Monthly #4)
- The Edges of Things. Baltimore, WA, USA: Washington Science Fiction Association, 1991. ISBN 0-9621725-2-9
- Twilight Time. Eugene, OR, USA: Pulphouse Publishing, 1991. No ISBN
- Private Eye Action As You Like It with Joe R. Lansdale. Holyoke, MA, USA: Crossroads Press, 1998. ISBN 1-892300-02-8
- Love in Vain. Burton, MI, USA: Subterranean Press, 2001. ISBN 1-931081-14-X
- Shades of Gray (chapbook available with the signed, numbered limited edition of Black and White). Burton, MI, USA: Subterranean Press, 2008.
- Love in Vain (Australian edition, includes previously uncollected novellas "Perfidia" and "Primes"). Greenwood, WA, Australia: Ticonderoga Publications, 2009. ISBN 978-0-9803531-0-5
- Collected Stories. Burton, MI, USA: Subterranean Press, 2009. ISBN 978-1-59606-252-8
- Widows & Orphans (chapbook available with the signed, numbered limited edition of Collected Stories). Burton, MI, USA: Subterranean Press, 2009.

### Editor
- Modern Stories #1 (April, 1983): A self-published fanzine featuring original fiction by William Gibson, Howard Waldrop, and Joe R. Lansdale, among others.
- When The Music's Over (anthology featuring alternatives to war) (Nominated for the World Fantasy Award for Best Anthology)

### Benzi desenate
- Time Masters (with Bob Wayne)  Art by Art Thibert and Jose Marzan Jr. (DC Comics  February 1990 -  September 1990)
- "Scales"  Art by Carlos Kastro (adaptation of the short story of the same name) in Omnibus: Modern Perversity  (Blackbird Comics January 1992)
- The Hacker Files  Art by Tom Sutton (DC Comics August 1992 - July 1993)
- "Steam Engine Time"  Art by Doug Potter (adaptation of the short story of the same name) in Wild West Show (Mojo Press 1996)

## Traduceri
- „Molima” (Plague), în Almanah România Literară 1987, traducere de Ion Doru Brana[12]
- „Orașul alb” (White City), în Anticipația CPSF 532, 1996, traducere de Florin Pîtea[13]
- „Lunga și întunecata noapte a lui Fortunato” (The Long, Dark Night of Fortunato), în Wild Cards, Editura Nemira (Nautilus), 2017, traducere de Laura Bocancios sau/și Silviu Genescu[14]